# Conseil départemental de l'Éducation nationale
En France, dans chaque département, un conseil départemental de l'Éducation nationale (CDEN) réunit différents acteurs de l'éducation. 

## Histoire

### 1854-1886
Les Conseils départementaux de l'instruction publique ont été créés par la loi du 14 juin 1854. En 1850, la loi Falloux avait instauré une académie dans chaque département, avec un conseil académique. 
L'expérience n'ayant pas donné satisfaction, la loi de 1854 revient au principe d'académies regroupant plusieurs départements et dédouble les niveaux d'intervention. Aux côtés des académies et des conseils académiques, elle instaure une administration de l'éducation à l'échelon départemental, avec le préfet et un conseil départemental de l'instruction publique. 
Les Conseils départementaux de l'instruction publique sont présidés par le préfet de département et comprennent en outre l'inspecteur d'académie désigné pour le département, quatre membres du conseil général et des enseignants. 
Ils sont chargés d'étudier les questions relatives à l'enseignement secondaire privé et à l'enseignement primaire. 
Avec la loi du 27 février 1880, les conseils départementaux perdent la compétence sur le secondaire, réattribuée aux conseils académiques.

### 1886-1985
La loi du 30 octobre 1886 dite loi Goblet procède, dans son art. 44, à une réorganisation complète des conseils départementaux. 
Chaque conseil comprend alors : 
- quatre membres de droit 
  - le préfet, président
  - l'inspecteur d'académie, vice-président
  - le directeur et la directrice des écoles normales
- dix membres élus
  - quatre membres du conseil général
  - deux instituteurs et deux institutrices de l 'enseignement public
  - deux représentants de l'enseignement privé, un pour l'enseignement laïque, un pour l'enseignement religieux dit « congréganiste ». Ces deux membres ont cependant une compétence limitée : ils sont seulement adjoints au conseil lorsqu'il s'agit d'examiner des affaires contentieuses et disciplinaires intéressant les membres de l'enseignement privé
- deux inspecteurs de l'enseignement primaire désignés par le ministre de l'instruction publique.

Les conseils départementaux avaient alors des attributions variées. Sur le plan pédagogique, ils proposaient des adaptations locales aux programmes scolaires, veillaient à l'application des méthodes d'enseignement et élaboraient le régime intérieur
Les conseils étaient compétents pour fixer le nombre et le ressort des écoles, ainsi que le nombre de maîtres par écoles, et à donner diverses autorisation pour les écoles publiques ou privées et enfin établir un rapport annuel sur l'état de l'enseignement. 
Ils avaient encore un rôle contentieux pour : 
- juger les oppositions à ouverture d'école privée, sauf appel au conseil supérieur
- prononcer sur l'inscription sur les listes électorales de l'enseignement, sauf appel au conseil supérieur
- examiner en appel les décisions des commissions scolaires, lesquelles connaissaient des infractions à la loi sur l'obligation scolaire
- statuer sur l'inscription d'un élève en cas de contestation entre deux écoles

Ils jouaient encore un rôle disciplinaire à l'égard des élèves, des enseignants et directeurs d'écoles, soit pour donner leur avis, soit pour prononcer définitivement. 

### Depuis 1985
L'article 12 de la loi no 83-663 tire les conséquences de la décentralisation en créant de nouveaux conseils de l'Éducation nationale, dans lesquels la représentation des collectivités territoriales est plus importante. 
Les conseils départementaux perdent à cette occasion toute attribution contentieuse ou disciplinaire, transférées majoritairement aux conseils académiques. 
Le décret no 85-895 du 21 août 1985 précise la composition, le rôle et le fonctionnement des conseils départementaux de l'Éducation nationale. Ces deux textes sont désormais abrogés et codifiés au code de l'éducation. 

## Situation actuelle

### Cas général

#### Composition et fonctionnement
Le conseil départemental de l'éducation nationale (CDEN) est présidé conjointement, selon que les affaires relèvent de telle ou telle collectivité, par le préfet, le président du conseil régional et le président du conseil départemental. 
Les vice-présidents sont le directeur académique des services de l'Éducation nationale (DA-SEN), un conseiller régional et un conseiller départemental désignés à cet effet. 
Les CDEN sont composés de représentants : 
- des collectivités territoriales
  - quatre maires
  - cinq conseillers départementaux
  - un conseiller régional
- des personnels des établissements d'enseignement et de formation
  - dix représentants du personnel de l'Éducation nationale
- des usagers
  - sept parents d'élèves. Ces sept représentants des parents sont nommés par le préfet du département sur proposition des associations de parents d'élèves représentatives dans le département
  - un représentant d'associations complémentaires de l'enseignement public
  - deux personnalités qualifiées nommées, l'une par le président du conseil départemental, l'autre par le préfet[8]
  - un délégué départemental de l'Éducation nationale, avec voix consultative.

Soit 31 membres.
Tous les membres sont élus pour trois ans. Le conseil se réunit au moins deux fois par an.

#### Attributions
Le conseil départemental de l'éducation nationale joue principalement un rôle consultatif (structure de consultation). Il est compétent pour tout ce qui se rapporte à la carte scolaire départementale du premier degré (écoles primaires, maternelles et élémentaires) et à la scolarisation des élèves dans les collèges. De plus, le conseil peut être consulté sur toute question relative à l'organisation et au fonctionnement du service public d'enseignement dans le département, et émettre, de sa propre initiative, tout vœu à cet effet.
Sur de nombreuses questions, sa saisine est obligatoire : 
- répartition des charges des écoles primaires entre les communes
- répartition des emplois d'enseignants entre les écoles (et donc la répartition des classes)
- règlement type des écoles maternelles et élémentaires
- structure pédagogique générale des collèges
- répartition des moyens pédagogiques entre les collèges
- indemnité de logement des professeurs des écoles ou instituteurs
- organisation des transports scolaires
- programme d'investissement pour les collèges.

Les conseils de l'éducation nationale donnent également leur avis sur les nominations de délégués départementaux. 
Les conseils départementaux peuvent avoir une section spécialisée chargée d'examiner les mesures susceptibles de faciliter l'assiduité scolaire. 

### Cas particuliers

#### Paris
Le conseil de l'Éducation nationale dans la Ville de Paris exerce pour Paris les compétences d'un conseil départemental de l'Éducation nationale. 
Cette instance est présidée conjointement par le préfet de Paris et le maire de Paris. Les vice-présidents sont le recteur de l'académie de Paris, le directeur de l'académie de Paris et un conseiller de Paris délégué à cet effet. 
Le conseil comprend en outre : 
- dix conseillers de Paris dont quatre maires d'arrondissement
- dix représentants du personnel de l'Éducation nationale
- sept parents d'élèves
- un représentant d'associations complémentaires de l'enseignement public
- deux personnalités qualifiées nommées, l'une par le maire, l'autre par le préfet[14]
- un délégué départemental de l'Éducation nationale, avec voix consultative.

#### Circonscription départementale du Rhône
Dans la circonscription départementale du Rhône, le conseil est présidé par le préfet du Rhône, le président du conseil départemental et le président du conseil de la métropole de Lyon. 
Les représentants des élus locaux sont trois maires, trois représentants du conseil départemental, trois représentants du conseil de la métropole de Lyon et un conseiller régional. 

#### Corse
Bien qu'il n'y ait plus depuis 2018 d'assemblée représentative, il existe un conseil départemental de l'Éducation nationale pour chacune des circonscriptions départementales de Haute-Corse et de Corse-du-Sud. Ils sont co-présidés par le préfet et le président du conseil exécutif de Corse. Les représentants des élus locaux sont quatre maires et six élus de l'assemblée de Corse. Les compétences de chaque conseil sont moins larges que dans les autres départements, dans la mesure où les questions relatives aux collèges sont du ressort du conseil académique. 

#### Outre-Mer
.
Il existe dans les départements d'outre-mer et à Mayotte des conseils de l'éducation nationale qui jouent le rôle des CDEN ailleurs. 